# John S. McCain, Sr.
Pour les articles homonymes, voir McCain.
John Sidney « Slew » McCain, Senior, né le 9 août 1884 dans le comté de Carroll (Mississippi), mort le 6 septembre 1945 à Coronado (Californie), a été un amiral de la Marine des États-Unis (U.S. Navy), pendant la Seconde Guerre mondiale. Ce fut un pionnier des opérations aéronavales, commandant du porte-avions USS Ranger de 1937 à 1939. Il a fini la guerre comme commandant de la Task Force 38, la plus puissante force aéronavale de la Flotte américaine.

## Carrière
John S. McCain est né dans le comté de Carroll (Mississippi), le 9 août 1884. Après deux ans d'études, en 1901-1902, à l'université du Mississippi, pour se préparer à entrer à West Point, il s'est présenté à l'Académie navale d'Annapolis. Il y a été reçu, a choisi d'y entrer et en a été diplômé 79e sur 116, en 1906. Il est alors nommé enseigne de vaisseau (ensign). Il prend part à la croisière de la Grande flotte blanche autour du monde de 1907 à 1909, sur le cuirassé pré-dreadnought USS Connecticut, puis est affecté à l'Escadre d'Asie (Asiatic Squadron) et ensuite à la base de San Diego. En 1914-1915, il est embarqué sur le croiseur cuirassé USS Colorado, puis il rejoint le croiseur cuirassé USS San Diego, navire amiral de la Flotte du Pacifique. Pendant la Première guerre mondiale, il sert sur l'USS San Diego, dans l'Atlantique nord, jusqu'en mai 1918, et est affecté ensuite au Bureau de la Navigation de l'U.S.Navy.

### Entre-deux-guerres
Dans les années 1920 et au début des années 1930, il a servi sur les cuirassés USS Maryland, et New Mexico, et sur le ravitailleur USS Nitro (AE-2) (en), et son premier commandement fut le cargo USS Sirius. À partir de 1935, John McCain suivit une formation de pilote. Qualifié à 51 ans, il fut l'un des plus âgés des aviateurs de l'U.S.Navy. De 1937 à 1939, il a commandé le porte-avions USS Ranger, premier porte-avions américain construit en tant que tel. Contrairement à l'opinion dominante, notamment au sein du General Board de l'U.S.Navy, qui a estimé que la taille optimale d'un porte-avions d'escadre (en anglais : fleet carrier) devait, pour l'avenir, être d'au moins 20 000 tonnes, le captain McCain était d'avis de construire deux « porte-avions de reconnaissance » (en anglais : scout carrier) de 10 000 tonnes, à la place de chaque porte-avions d'un peu plus de 20 000 tonnes.
En janvier 1941, il est promu contre-amiral, et exerce le commandement de la Force Aérienne de Reconnaissance de la Flotte de l'Atlantique.

### Pendant la guerre du Pacifique
En mai 1942, le contre-amiral McCain est nommé commandant des forces aériennes de la zone du Pacifique-sud (COMAIRSOPAC).

Après la bataille de l'île de Savo (9 août 1942), il lui sera fait reproche, notamment par le contre-amiral Turner, commandant la Force Amphibie (TF 62), de ne pas avoir fait effectuer les reconnaissances aériennes qui auraient pu détecter les croiseurs de vice-amiral Mikawa, mais la commission d'enquête de l'U.S.Navy ne demandera pas de sanction. Il va exercer ce commandement, au début de la campagne de Guadalcanal, et notamment lorsque les avions de la Cactus Air Force, basés sur Henderson Field vont contribuer à la perte du porte-avions léger japonais Ryūjō, à la bataille des Salomon orientales.

Début octobre 1942, il est appelé à Washington, pour diriger le Bureau de l'Aéronautique(BuAer) de l'U.S.Navy.

#### À la tête du Task Group 38.1
En août 1943, il est nommé Adjoint (Air) du Chef des Opérations Navales, avec le grade de vice-amiral, et un an plus tard, il est nommé commandant du Task Group 38.1, au sein de la IIIe Flotte, aux ordres de l'amiral Halsey, le vice-amiral Mitscher demeurant à la tête de la Task Force 38 qu'il commande depuis le début de l'année. Le TG 38.1 était le task group le plus important de la TF 38, avec trois porte-avions d'escadre , les USS Wasp, Hornet, Hancock, et deux porte-avions légers, les USS Cowpens et Monterey. La mission de la TF 38 était d'assurer la couverture éloignée des débarquements dans le Pacifique central, dont le prochain objectif était l'archipel philippin, et la destruction du corps de bataille japonais, c'est-à-dire de la 1re Flotte Mobile , commandée par le vice-amiral Ozawa. À partir du début septembre, a commencé une intense campagne de bombardements de l'aviation embarquée américaine, auquel le TG 38.1 a pris toute sa part, sur tous les aérodromes des Philippines, de Formose, voire des îles Bonin (parmi lesquelles se trouve Iwo Jima), où pouvait se trouver basée l'aviation japonaise susceptible d'intervenir contre les débarquements aux Philippines, qui ont commencé le 20 octobre sur la côte orientale de l'ile de Leyte.
Tandis que la quasi-totalité des forces navales japonaises faisait route vers les plages de débarquement, pour y attaquer les transports qui amenaient les troupes américaines et y apportaient le matériel et les approvisionnements, le TG 38.1 reçut l'ordre, le 23 octobre, de se rendre à Ulithi, pour se ravitailler en carburant et en munitions. Il n'a donc pris aucune part à la bataille qui s'est déroulée le 24 octobre, en mer de Sibuyan, qui a opposé l'aviation embarquée des trois autres Task Groups de la TF 38, à cinq cuirassés et à sept croiseurs lourds conduits par le vice-amiral Kurita. Persuadé qu'il était venu à bout de cette « Force centrale » japonaise, comme l'ont désignée les Américains, l'amiral Halsey s'est lancé dans la soirée du 24 octobre, à la poursuite d'une force de quatre porte-avions, et deux cuirassés hybrides de porte-avions, qui avaient été repérés au nord de Luçon, qui lui paraissait constituer « une nouvelle et puissante menace », alors qu'il n'y avait pas plus d'une centaine d'avions à bord des bâtiments que commandait le vice-amiral Ozawa.

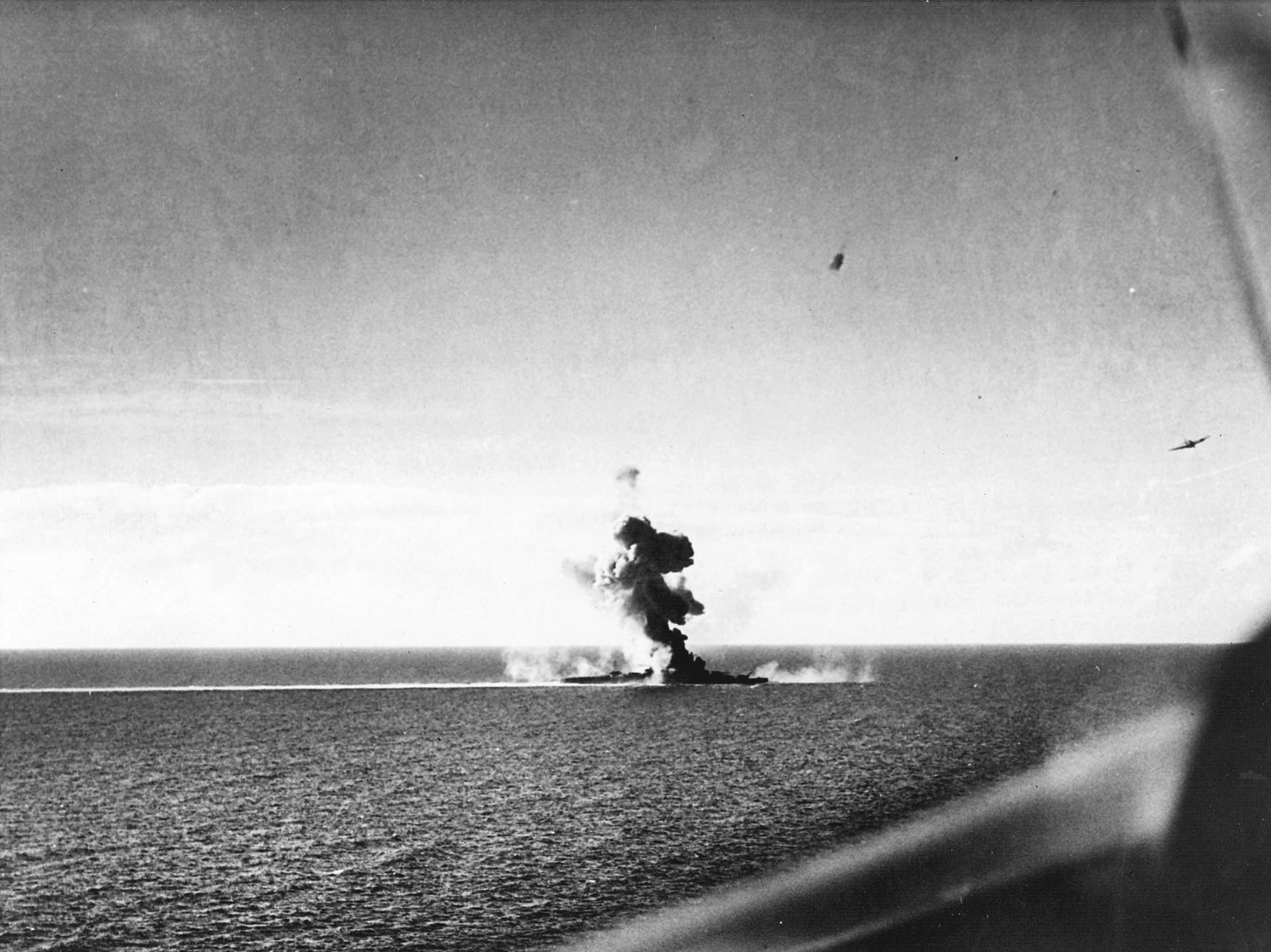
Le Kumano attaqué par l'aviation embarquée du TG 38.1, le 26 octobre.

Mais la « Force centrale », qui, certes, avait perdu le cuirassé géant Musashi et avait dû se séparer encore d'un croiseur lourd, a finalement franchi le détroit de San-Bernardino, et a attaqué le 25 octobre vers 6 h 45, au large de Samar, six porte-avions d'escorte de la VIIe Flotte, chargés de la couverture rapprochée du débarquement dans le golfe de Leyte. Alerté par le vice-amiral Kinkaid qui craignait de ne pouvoir s'opposer à l'irruption dans le golfe de Leyte des cuirassés et croiseurs japonais, l'amiral Halsey a, vers 9 h 30, demandé au vice-amiral McCain, qui avait fait demi-tour, de lancer aussitôt qu'il serait à portée une attaque contre la « Force centrale » du vice-amiral Kurita. À 10 h 30, alors qu'ils étaient encore à 340 nautiques de leurs objectifs, 98 appareils (46 chasseurs, 33 “Helldivers” et 19 bombardiers torpilleurs) ont décollé des USS Hancock, Hornet, et Wasp. Ce n'est qu'après 13 h que ces avions ont pu attaquer, sans grands résultats, les navires japonais. Entretemps, pour des raisons qui n'ont jamais été complètement élucidées, le vice-amiral Kurita avait arrêté de pousser son avantage, alors qu'il était en situation d'en finir avec la résistance opiniâtre des petits porte-avions de la VIIe Flotte et de leurs destroyers d'escorte. Mais l'attaque du TG 38.1 l'a, sans doute, conforté dans la conviction qu'il lui fallait mettre cap au nord pour essayer
d'affronter les grands porte-avions de la IIIe Flotte. Une seconde attaque du TG 38.1, de moindre importance, a eu lieu deux heures plus tard, sans résultats significatifs, en termes de dégâts pour les bâtiments japonais.
Le 26 octobre au matin, le TG 38.1 a rallié le TG 38.2, qui, avec l'amiral Halsey, n'avait pas réussi, la veille au soir, à intercepter la « Force centrale » du vice-amiral Kurita. Des attaques ont été lancées, dans le détroit de Tablas, contre les navires de la « Force centrale », en train de se replier puis se sont concentrées sur des navires japonais avariés qui se retiraient. Le Kumano a été gravement touché, et le croiseur léger Noshiro coulé. Mais ce sont les porte-avions d'escorte de la VIIe Flotte qui ont bombardé un convoi japonais amenant des renforts contre le débarquement américain sur la côte sud-ouest de Leyte, en baie d'Ormoc, et coulé le croiseur léger Kinu.
Le 30 octobre, le vice-amiral McCain a succédé à la tête de la Task Force 38, au vice-amiral Mitscher, qui est parti en permission, après dix mois de commandement de la Fast Carrier Task Force.

#### À la tête de la Task Force 38

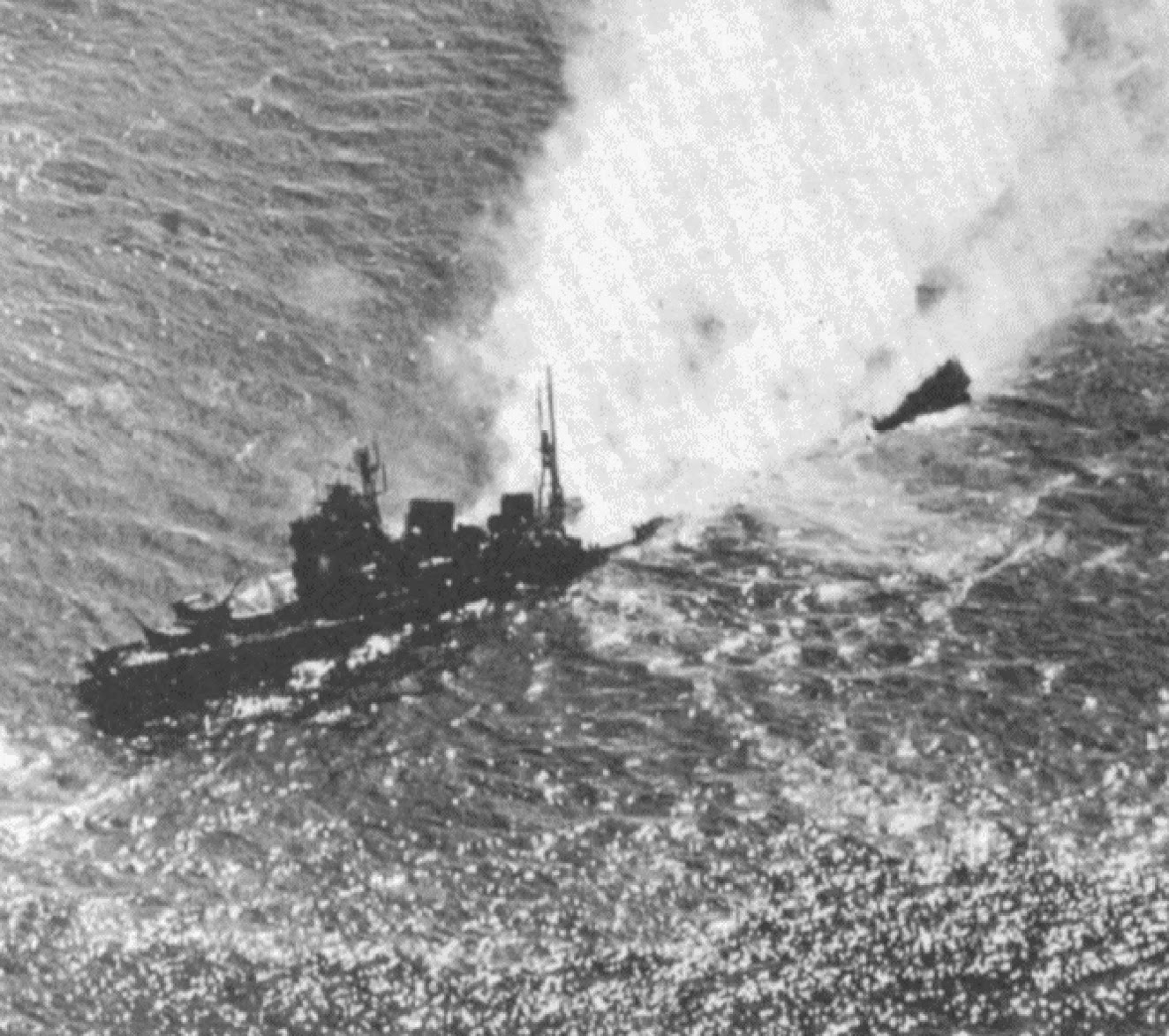
Le Nachi se brise sous les bombes de la TF 38, en baie de Manille, le 5 novembre 1944.

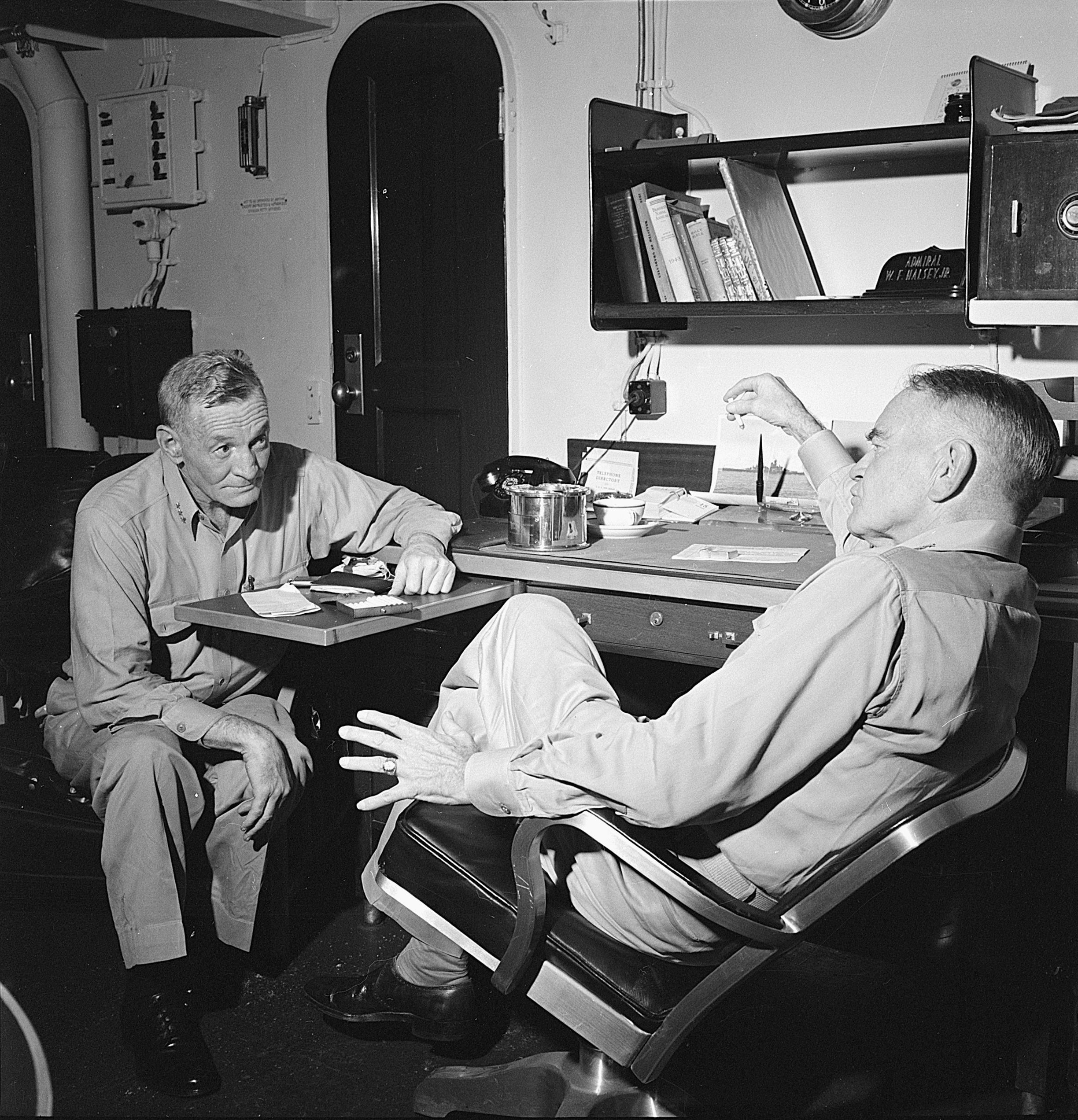
Le vice-amiral McCain, Sr (à gauche), en conférence avec l'amiral Halsey, sur l' en décembre 1944.

Parce qu'il n'existait pas, à proximité des zones de combat, d'aérodromes susceptibles de servir de base à l'aviation de couverture des forces américaines opérant aux Philippines, c'est à l'U.S. Navy qu'il a incombé d'apporter aux troupes au sol le soutien nécessaire, et en particulier à son fer de lance, la Task Force 38 que commandait désormais le vice-amiral McCain. Forte de neuf porte-avions d'escadre et de huit porte-avions légers, la TF 38 a bombardé, dès le 5 novembre, la baie de Manille et y a coulé le Nachi, navire amiral de la 5e Flotte, qui venait d'arriver de la bataille du détroit de Surigao. Les bombardements se sont poursuivis pendant tout le mois de novembre, et le 25 novembre, l'aviation de l'USS Ticonderoga a achevé le Kumano, en baie de Dasol, à proximité de Santa Cruz.
Mais les bâtiments américains ont dû alors faire face à une nouvelle et terrible menace, les attaques-suicides des kamikaze. À la fin de la bataille du golfe de Leyte, sous l'impulsion des vice-amiraux Ōnishi et Fukodome, commandants les 1re et 2e Flottes Aériennes japonaises, basées aux Philippines, les attaques-suicides avaient déjà frappé les porte-avions d'escorte de la VIIe Flotte, endommageant les USS Santee, USS Suwannee, Petrof Bay, et coulant l'USS St. Lo.
Cette fois, ce fut l'USS Intrepid qui a été endommagé par un kamikaze le 25 novembre. En décembre, pour couvrir le débarquement sur Mindoro, les bombardements se sont poursuivis sur les aérodromes de Luçon, mais la TF 38 a subi de gros dégâts et perdu trois destroyers et plus d'une centaine d'avions sur les ponts de ses porte-avions au cours du typhon “Cobra”, le 18 décembre. On fera reproche à l'amiral Halsey d'avoir manqué de jugement en ne mettant pas sa flotte à l'abri.

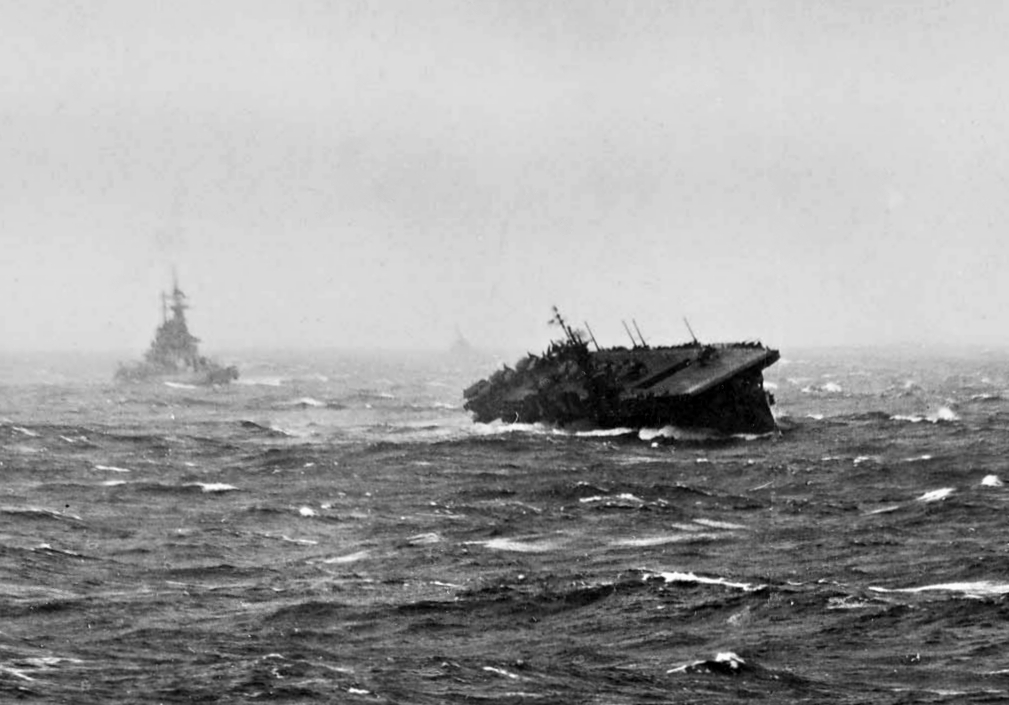
L' et un cuirassé, dans le typhon “Cobra”.

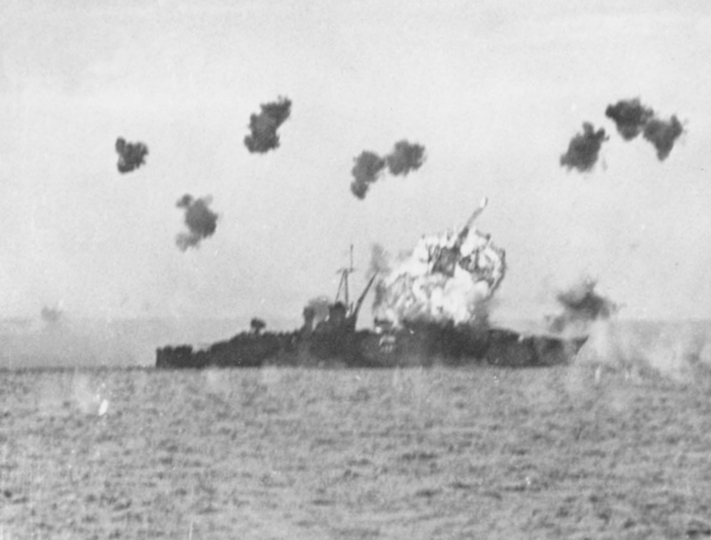
L'USS Louisville touché par un kamikaze, le 6 janvier 1945.

Début janvier, la TF 38 assure la couverture du débarquement sur Luçon. Le 4 janvier, en mer de Sulu, le porte-avions d'escorte Ommaney Bay est coulé par une attaque-suicide. En route vers le golfe de Lingayen, le 5 et le 6 janvier, le cuirassé USS New Mexico, et le croiseur lourd USS Louisville,, ont été atteints par des attaques de kamikaze, au cours desquelles deux amiraux ont été tués sur la passerelle du croiseur. À partir du 10 janvier, la TF 38 est passée en mer de Chine méridionale, et a fait route vers les côtes indochinoises où elle a bombardé Qui Nhon, le cap Saint Jacques, la baie de Cam Ranh, la baie de Tourane. Les 15 et 16 janvier, elle a bombardé Formose, Hong Kong, Hainan, et Canton, puis le 21 et le 22, Formose encore, les îles Pescadores, Luçon une nouvelle fois, les îles Sakishima, Okinawa, les îles Ryūkyū.

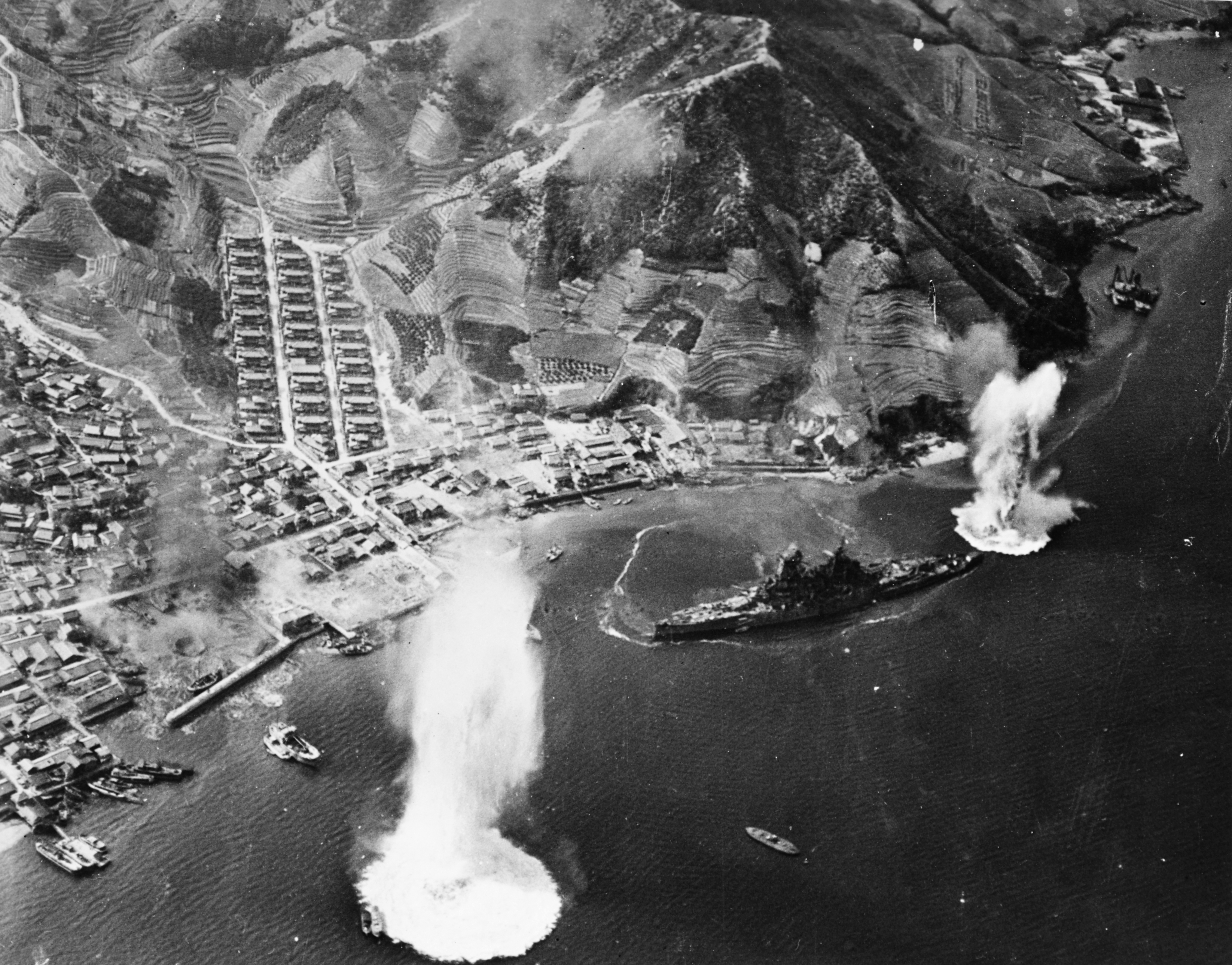
Le Haruna sous les bombes de la TF 38, le 28 juillet 1945, à Kure, vu d'un avion de l'USS Intrepid.

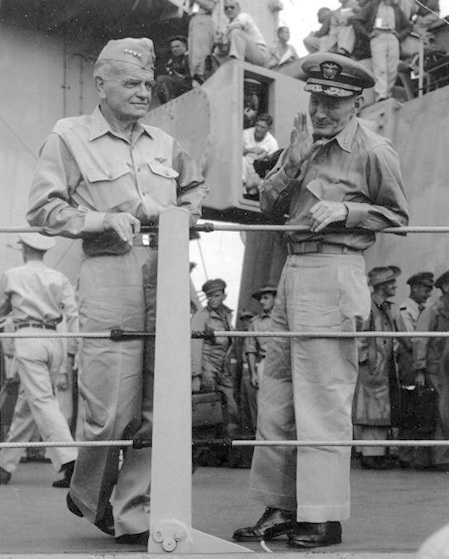
Les amiraux McCain (à droite) et Halsey sur le Missouri le 2 septembre 1945, peu après la cérémonie de reddition du Japon.

La TF 38 a regagné Ulithi le 26 janvier. L'amiral Spruance et le vice-amiral Mitscher ont alors pris la suite de l'amiral Halsey et du vice-amiral McCain, à la tête de ce qui s'est appelée derechef et respectivement la Ve Flotte et la Task Force 58.
Au cours des batailles d'Iwo Jima et d'Okinawa, les attaques de l'aviation japonaise ont entrainé de lourdes pertes et de gros dégâts. Pour la défense d'Okinawa, l'aviation japonaise basée à terre a eu recours à 1 400 attaques de kamikaze qui ont représenté 50 % des attaques aériennes menées d'avril à juin. En tournée d'inspection en avril, l'amiral de la flotte Nimitz, prenant en compte la fatigue résultant de la tension ressentie par Raymond Spruance et Marc Mitscher après deux mois de campagne au large d'Okinawa, sous les coups des kamikaze, a décidé de les remplacer sous trente jours, que la conquête d'Okinawa soit achevée ou non. Le 26 mai 1945, William F. Halsey et John S. McCain ont été placés à la tête de ce qui était à nouveau la IIIe Flotte et la TF 38.
La conquête d'Okinawa a été achevée, le 22 juin. Le 1er juillet, la IIIe Flotte a appareillé du golfe de Leyte, cap sur le Japon. Elle compte alors en son sein des bâtiments de la Flotte britannique du Pacifique (British Pacific Fleet). À partir du 10 juillet, la TF 38 bombarde Honsho, et en particulier, du 24 au 28 juillet, les bases navales de Kure et de Kobe.Le cuirassé rapide Haruna, les cuirassés hybrides de porte-avions Ise et Hyuga, les croiseurs lourds Aoba, Tone, et le croiseur léger Ōyodo ont été coulés en eaux peu profondes. Jusqu'au 9 août, des bombardements côtiers ont lieu contre des installations industrielles.
John McCain est alors très fatigué, il ne pèse plus que 50 kg, et souhaite partir en permission, mais l'amiral Halsey insiste pour qu'il soit présent à la cérémonie officielle de capitulation du Japon, le 2 septembre, en baie de Tokyo. Il part aussitôt après pour les États-Unis. Quatre jours plus tard, il meurt d'un infarctus, à Coronado (Californie), et est enterré au cimetière national d'Arlington.
En 1949, il a été promu amiral, à titre posthume.
Deux bâtiments de l'U.S.Navy ont porté le nom de John S. McCain, un destroyer conducteur de flottille (en anglais : destroyer leader) l'USS John S. McCain (DL-3), en service de 1953 à 1978, reclassé destroyer lance-missiles (DDG-36) en 1969, puis le destroyer lance-missiles USS John S. McCain (DDG-56) de la classe Arleigh Burke, mis en service en 1994,

### En français
- Philippe Masson, Histoire des batailles navales : de la voile aux missiles, Paris, Éditions Atlas, 1983, 224 p. (ISBN 2-7312-0136-3).
- Antony Preston, Histoire des Destroyers, Paris, Fernand Nathan Éditeurs, 1980 (ISBN 2-09-292039-1).
- Antony Preston (trad. de l'anglais), Histoire des Porte-Avions, Paris, Fernand Nathan Éditeurs, 1980, 191 p. (ISBN 2-09-292040-5).
- Oliver Warner, Geoffrey Bennett, Donald G.F.W. Macyntire, Franck Uehling, Desmond Wettern, Antony Preston et Jacques Mordal (trad. de l'anglais), Histoire de la guerre sur mer : des premiers cuirassés aux sous-marins nucléaires, Bruxelles, Elsevier Sequoia, 1976 (ISBN 2-8003-0148-1).

### En anglais
- (en) H. T. Lenton, American Battleships, Carriers, and Cruisers : Navies of the Second World War, Doubleday & Co., 1968, 160 p. (ISBN 978-0-356-03005-0).
- (en) E. B. Potter, Admiral Arleigh Burke, U.S. Naval Institute Press, 2005, 494 p. (ISBN 978-1-59114-692-6).
- (en) Shuppan Kyodo-sha, Navies of the Second World War Japanese battleships and cruisers, Macdonald & Co Publishers Ltd., 1968 (ISBN 0-356-01475-4).
- (en) Anthony Watts, Japanese Warships of World War II, Londres, Ian Allen Ltd, 1971 (ISBN 0-7110-0215-0).
- (en) C. Vann Woodward, The battle for Leyte Gulf, New York, Ballantine Books, 1947.